# Thomas Phillipps
Thomas Phillipps (2 juillet 1792 - 6 février 1872) est un bibliophile britannique.

## Biographie
En 1807, après avoir fréquenté l'école locale, Thomas Phillips rejoint la Rugby School. C'est à ce moment-là que commencera sa passion pour les livres. À l'âge de 16 ans, il imprime le premier catalogue recensant les ouvrages de sa bibliothèque, qui compte alors 110 volumes. 
En 1820, il devient membre de la Royal Society.
Entre 1820 et sa mort, Phillipps dépense entre 200 et 250 000 livres chaque année pour l'acquisition de documents, contribuant ainsi à modifier la nature de la bibliophilie en tendant à la professionnaliser. 
Sa bibliothèque est d'abord établie à Broadway (Worcestershire), et s'accompagne d'une imprimerie située dans la Tour de Broadway. La bibliothèque finit par se trouver à l'étroit dans les murs du bâtiment qui l'héberge et en 1863, Thomas Philipps entreprend le déménagement de sa bibliothèque vers Thirlestaine House (en) à Cheltenham. L'opération prendra près de huit mois.
On estime qu'au cours de sa vie, Phillips aura réuni à Cheltenham environ 40 000 manuscrits. À partir de 1886, les héritiers de Phillipps commencent à revendre une partie de ses documents, qui rejoignent les collections de la bibliothèque royale de Berlin, de la Bibliothèque municipale de Bordeaux et de nombreuses autres bibliothèques d'Europe.
L'auteur américain Nicholas A. Basbanes (en)  a inventé le terme "vello-maniac" pour décrire son obsession, plus communément appelée bibliomanie